# بنك الطعام المصري
بنك الطعام المصري هو منظمة مصرية غير حكومية تأسست في 2006 تعمل إلى توفير الطعام إلى المحتاجين، بعد ذلك تم إنشاء (بنك الشفاء المصري) لتوفير الدواء والمستلزمات الطبية للمرضى المحتاجين، و (بنك الكساء المصري) لتوفير الملابس والاكسية للمحتاجين في انحاء البلاد المختلفة على غرار بنك الطعام المصري لمساعدة المحتاجين والفقراء.

## تاريخ
في ٢٠٠٦ كانت بداية المؤسسة من خلال مجموعة من الاصدقاء من رجال الأعمال باجمالي تبرعات ثمانية ملايين جنيه
في ٢٠١١ تفرع بنك الشفاء المصري لتغطية المساعدات الطبية
في ٢٠١٢ تفرع بنك الكساء المصري لتوفير الملابس للمحتاجين

## مبادرات مجتمعية
عقدت المؤسسة مجموعة مختلفة من المبادرات المجتمعية ، ففي مجال التعليم عقدت شراكات في تعليم الكبار  بالاضافة الى بروتوكول التعاون مع وزارة التربية والتعليم المصرية في توفير وجبات غذائية لبعض المدارس بالمناطق الفقيرة والنائية الاكثر احتياجا 

## مبادرات بيئية
تعاون بنك الطعام مع وزارة الزراعة في المبادرة الخاصة بتقليل هدر الطعام والتي اطلقتها منظمة الأغذية والزراعة ( الفاو ) حيث يتسبب الاشتعال الذاتي لنفايات الطعام داخل مقالب القمامة وما ينتج عن ذلك من توليد غاز الميثان، والمصنف ضمن الغازات الدفينة التي تسبب زيادة ظاهرة الاحتباس الحراري.
هذا بالاضافة الى العمل الى تحويل بقايا الطعام الى أسمدة والذي يساعد أيضا في تقليل هدر الطعام وتقليل الإحتباس الحراري. 

## وصلات خارجية
- الموقع الرسمي